# Ždírec nad Doubravou
Pour les articles homonymes, voir Ždírec.
Ždírec nad Doubravou (en allemand : Zdiretz an der Doubrawa) est une ville du district de Havlíčkův Brod, dans la région de Vysočina, en Tchéquie. Sa population s'élevait à 3 112 habitants en 2020.

## Géographie
Ždírec nad Doubravou est arrosée par la Doubrava, et se trouve à 11 km à l'est-sud-est de Chotěboř, à 20 km au nord-est de Havlíčkův Brod, à 37 km au nord-ouest de Jihlava et à 108 km au sud-est de Prague.
La commune est limitée par Slavíkov au nord-ouest, par Vysočina et Všeradov au nord, par Vítanov et Hlinsko à l'est, par Krucemburk au sud, et par Sobíňov et Podmoklany à l'ouest.

## Histoire
La première mention écrite de la ville date de 1399. Elle se trouve dans la région historique de Bohême.

## Administration
La commune est composée de huit quartiers :
- Ždírec nad Doubravou
- Benátky
- Horní Studenec
- Kohoutov
- Nové Ransko
- Nový Studenec
- Stružinec
- Údavy

## Jumelages
- Michelhausen (Autriche) ;
- Velké Pavlovice (Tchéquie).